# Château de Châtenay-en-France

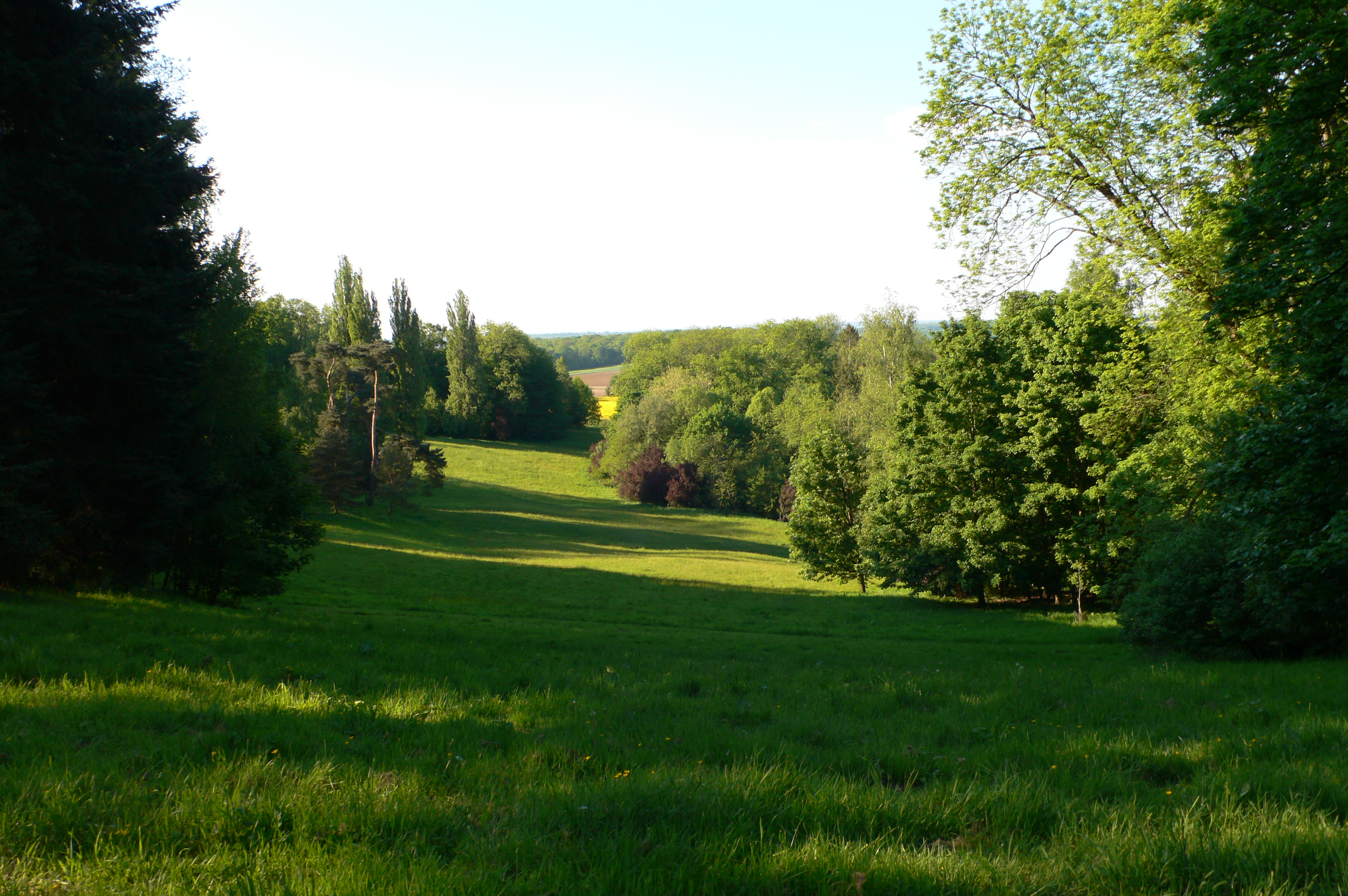
Château de Châtenay, vue sur le parc depuis la terrasse

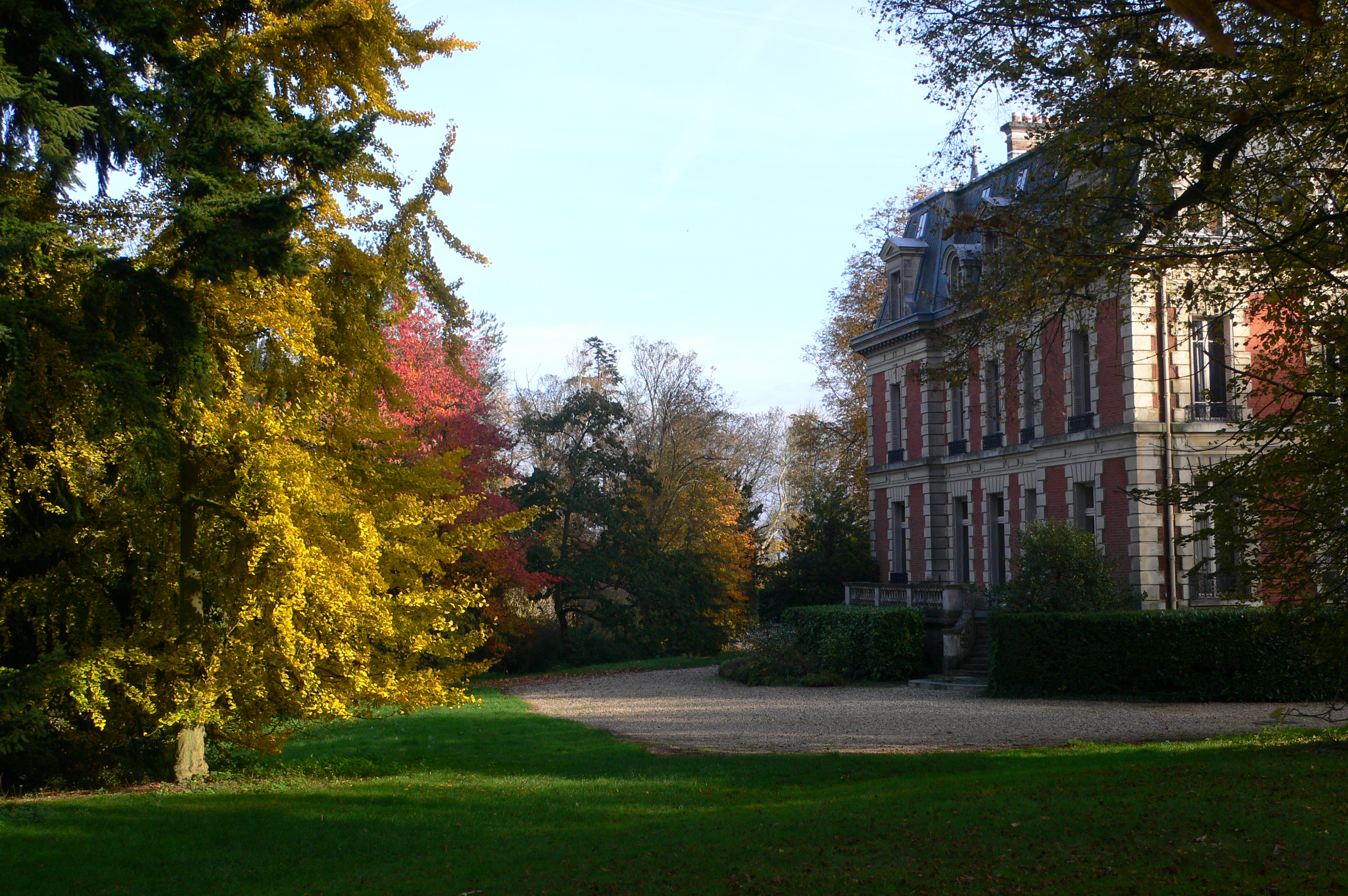
Château de Châtenay, vue sur la façade nord-ouest

Le Château de Châtenay se situe dans la commune de Châtenay-en-France à 25 km au nord de Paris, dans l’ancien Pays de France.
Son intérêt ne réside pas tant dans la maison néo-classique construite en 1880 par l’architecte Dainville, que dans le parc romantique de 19 ha qui l’entoure, conservé dans son intégrité originelle.
Dessiné en 1835 par Louis-Sulpice Varé, architecte-paysagiste qui conçut le plan du  Bois de Boulogne pour Napoléon III et terminé en 1884 par les frères Bühler, créateurs du Parc de la Tête d’Or à Lyon, il est composé selon les lois « modernes » de l’époque, celles du « parc paysager », adaptation française du jardin anglais sur un sol marqué par la tradition classique. Il se caractérise par les mouvements accentués du terrain, les jeux contradictoires des pentes, ainsi que la vue lointaine sur différents massifs boisés alternant avec de grandes pièces de terre cultivées.
Représentative de son époque du point de vue de la maîtrise d’œuvre, la propriété l’est aussi du point de vue de la maîtrise d’ouvrage. Celle-ci fut assurée par la même famille sur quatre générations (entre 1791 et 1880). C’est donc un témoignage des valeurs et de la vie culturelle et sociale de la bourgeoisie française au XIXe siècle.

## Historique
En 1791, la petite seigneurie de Châtenay est vendue comme bien national. Son nouveau propriétaire, Jean Hérelle, confie à Louis-Sulpice Varé le soin de dessiner un parc original au goût du jour. Celui-ci travaille de mars 1836 à juin 1838. Un parc romantique vient remplacer le parc à la française.
« Châtenay est pour ainsi dire son premier chantier complexe, où Varé se trouve confronté à toutes les difficultés de composition que peut rencontrer un paysagiste : pente, drainage, passage sous route… »
En 1866, trente ans après la mise en œuvre du parc de Varé, le fermier qui occupait les lieux se retire. La Grande Ferme et ses terres se trouvant libérées, le parc prend une ampleur nouvelle. Le mur qui le fermait au nord est démoli, ouvrant la vue sur les forêts de Chantilly et d’Halatte. La « Censière », grande parcelle de terre située au nord de la propriété (sur laquelle on prélevait le « cens »), est reliée au parc, et en 1877, Félix Hérelle pose la première pierre de la Grande Maison. De 1881 à 1884, les deux frères Bühler, partant du travail fait par Varé cinquante ans plus tôt, dessinent la « Censière » et les abords de la Maison. Le parti paysager reste fidèle à l’esprit de Varé, et les deux tranches de travaux forment un tout cohérent. En 1987, le jardinier-paysagiste Gilles Clément créé des espaces nouveaux au sein du parc et redessine des vues occultées par une végétation prolifique.
Aujourd'hui, le château ainsi que l'ensemble des bâtiments ont été convertis en centre de séminaires.

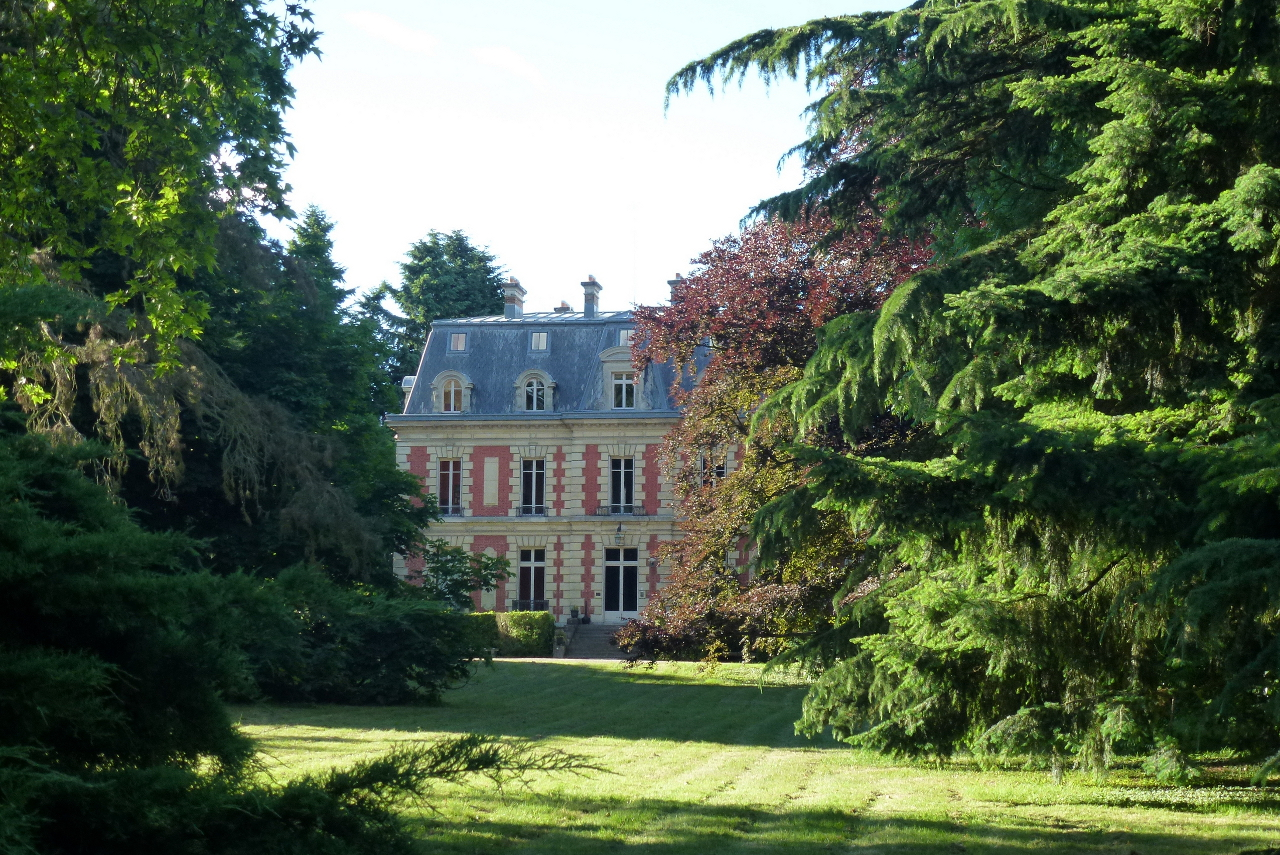
Château de Châtenay, façade sud
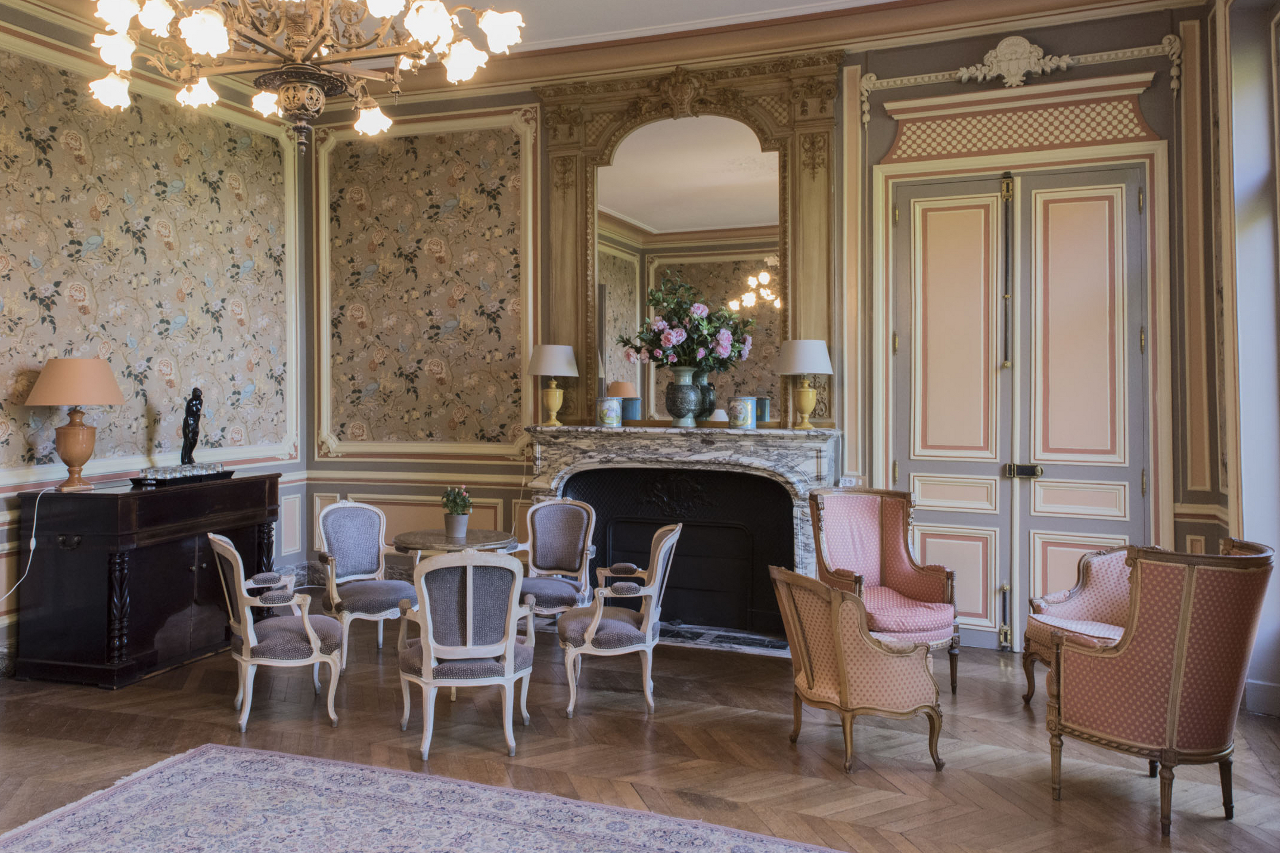
Château de Châtenay, salon
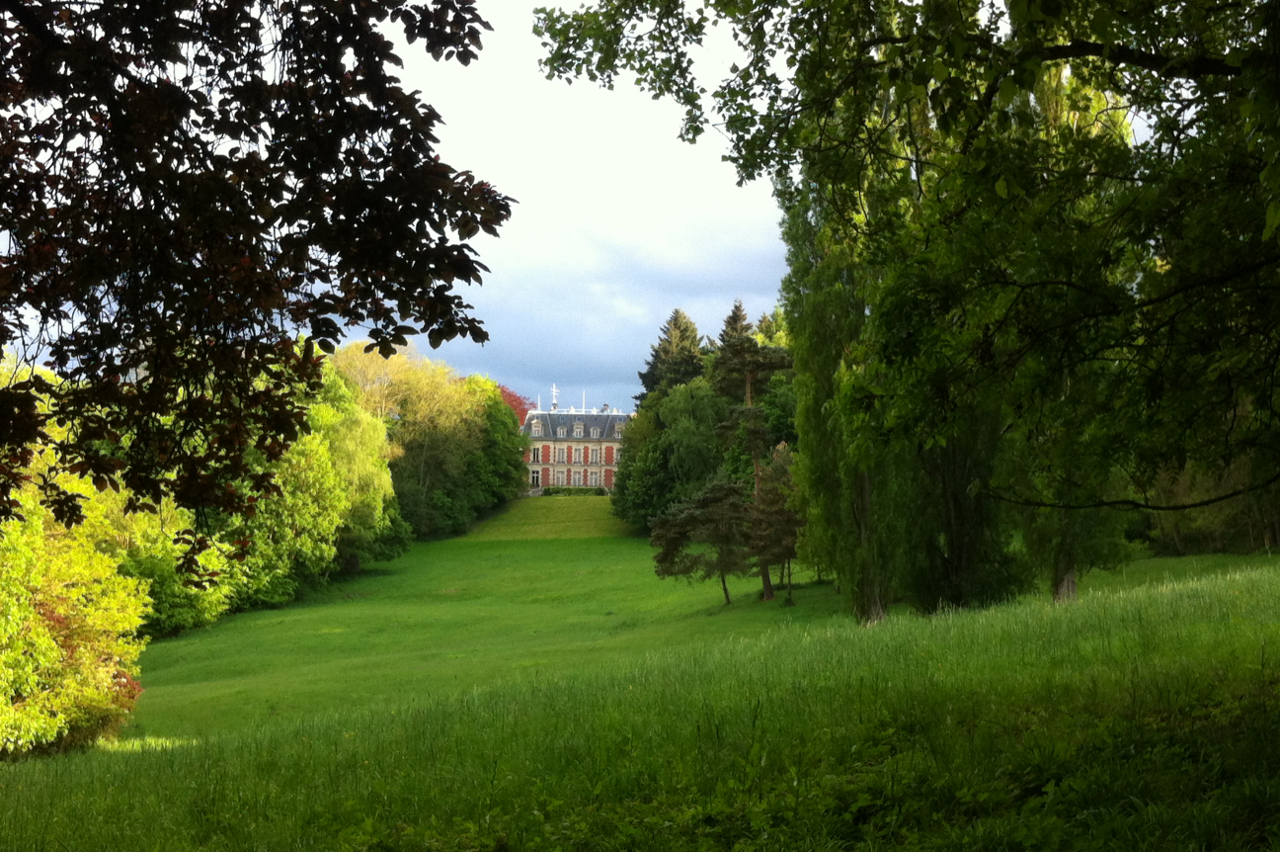
Château de Châtenay, façade nord
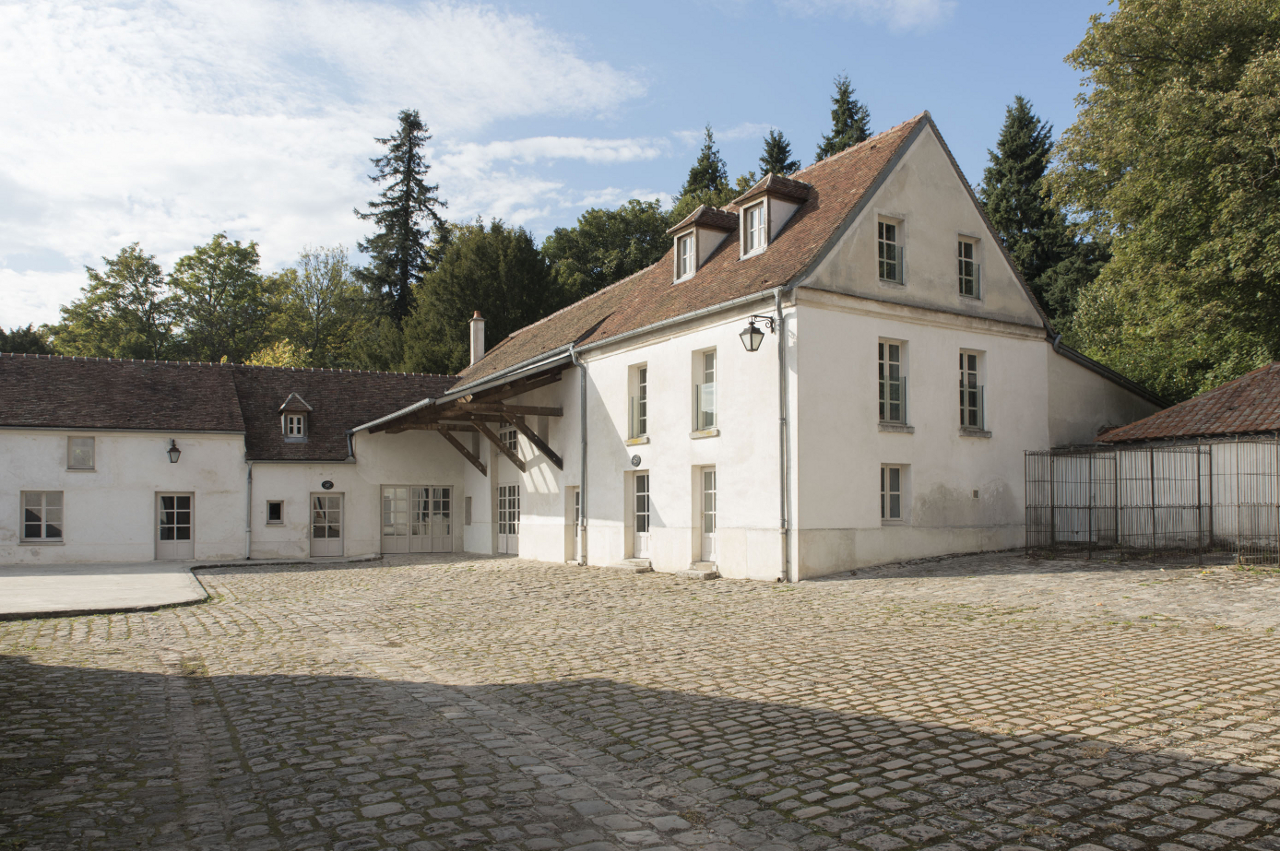
Château de Châtenay, ancienne ferme
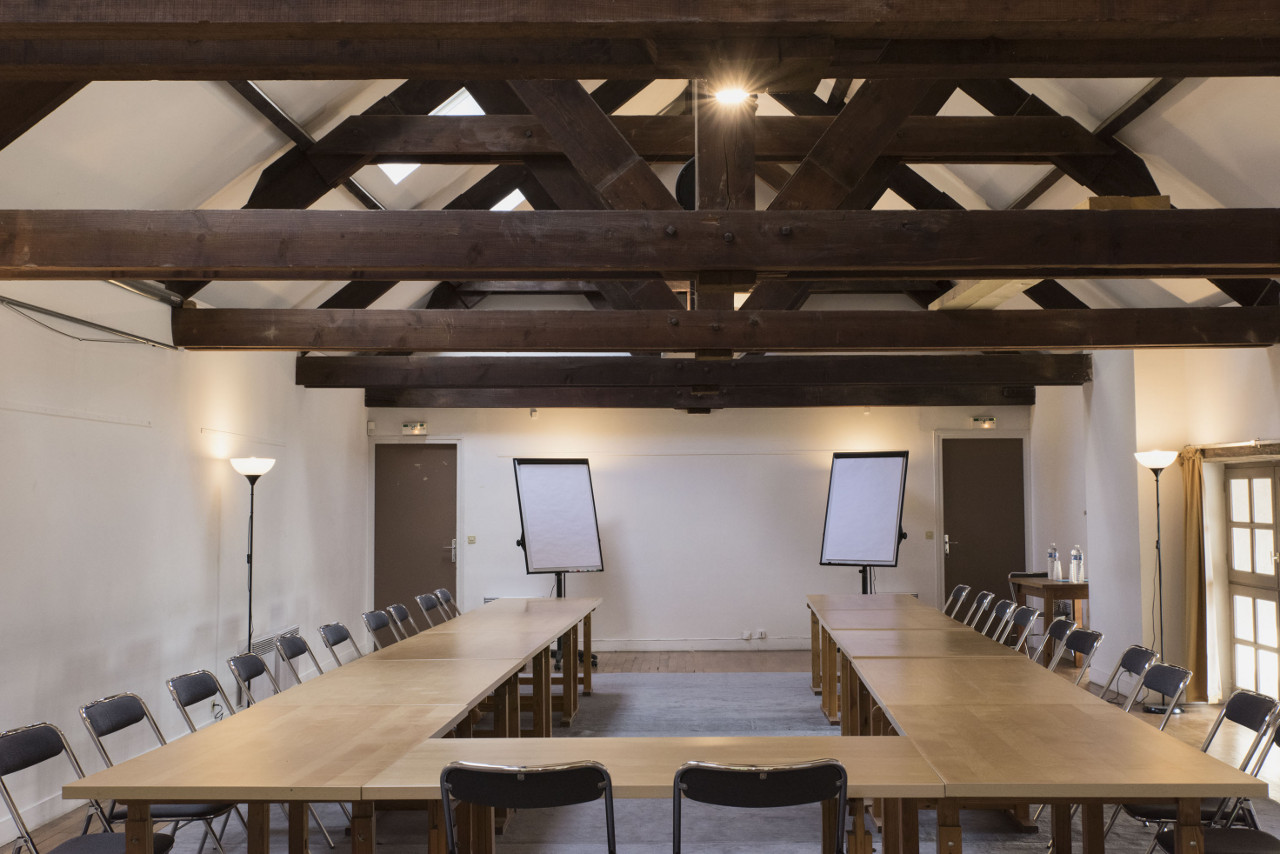
Château de Châtenay, salle des assemblées
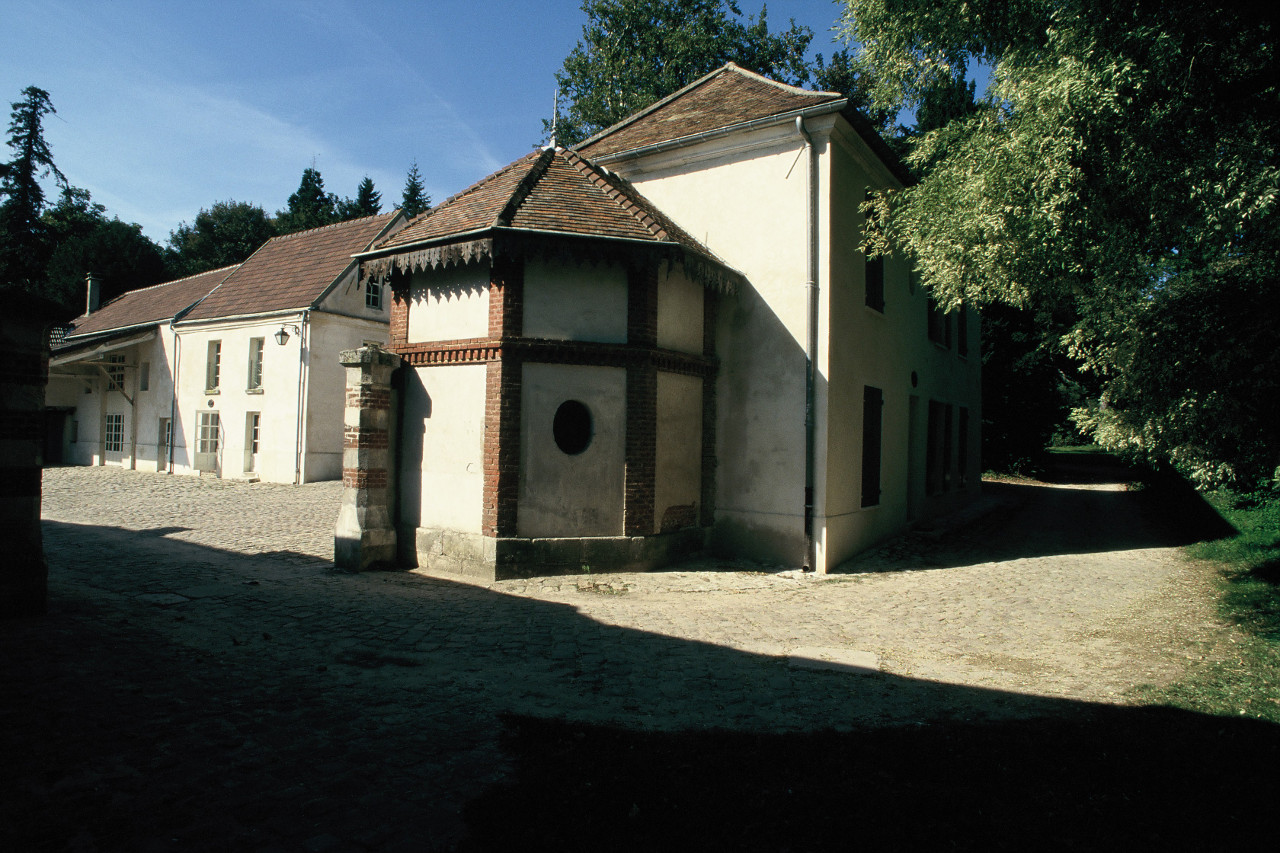
Château de Châtenay, ancienne ferme
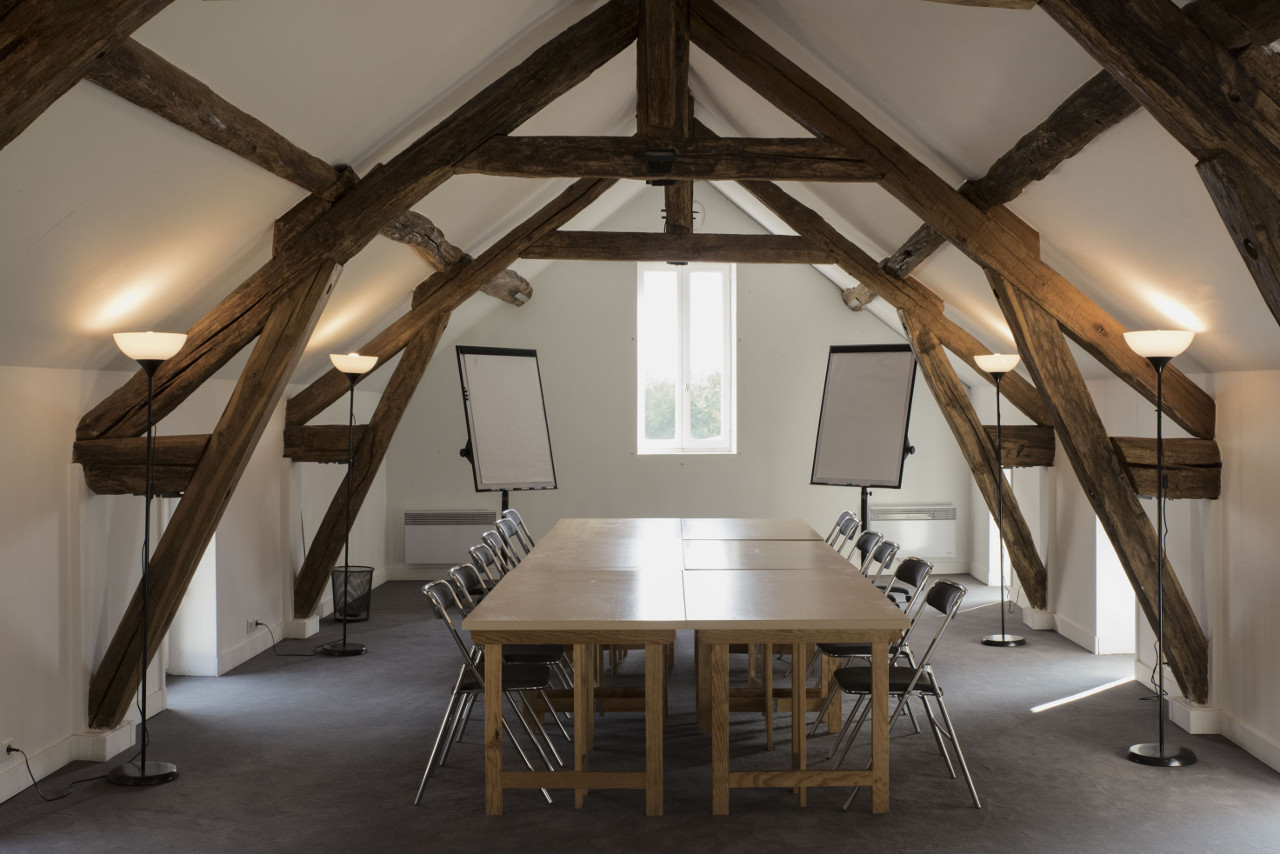
Château de Châtenay, salle de réunion
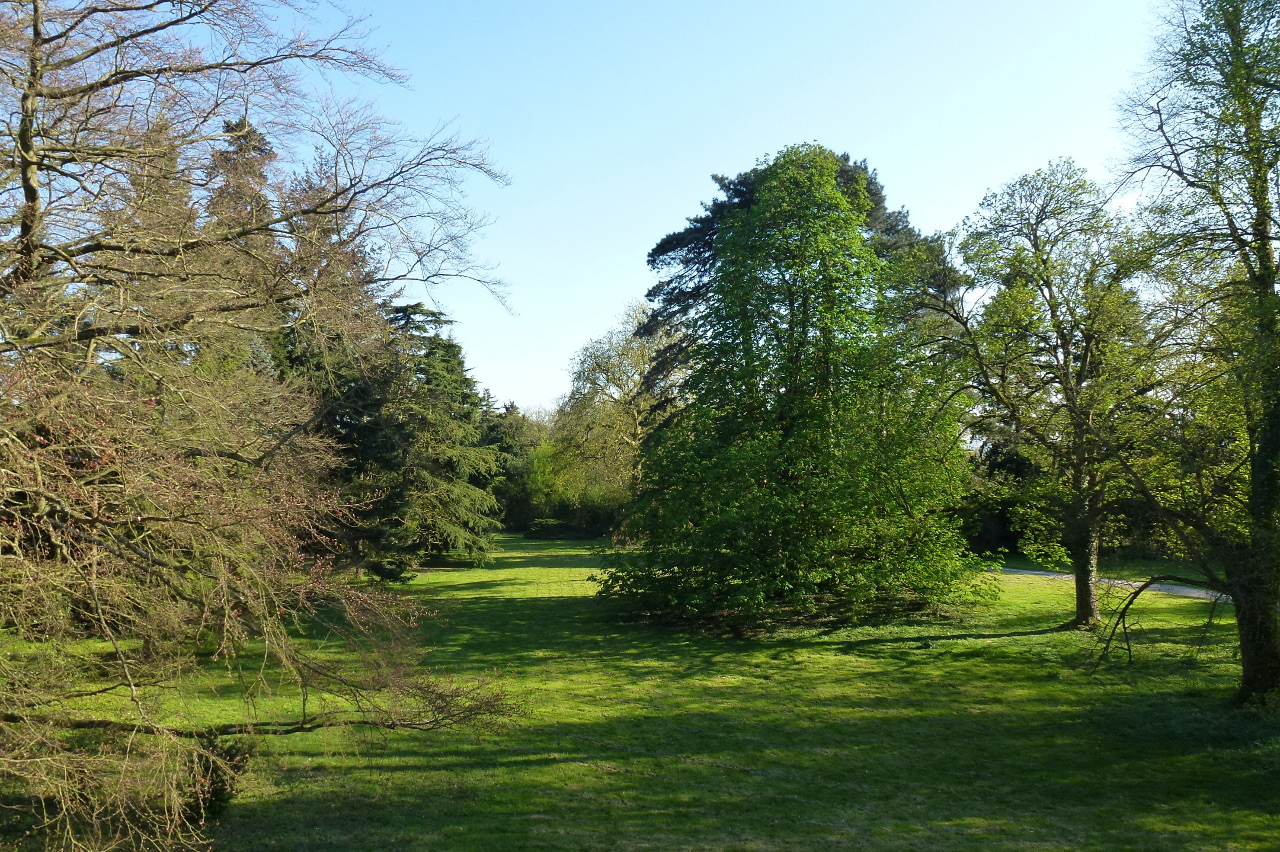
Château de Châtenay, vue depuis le perron
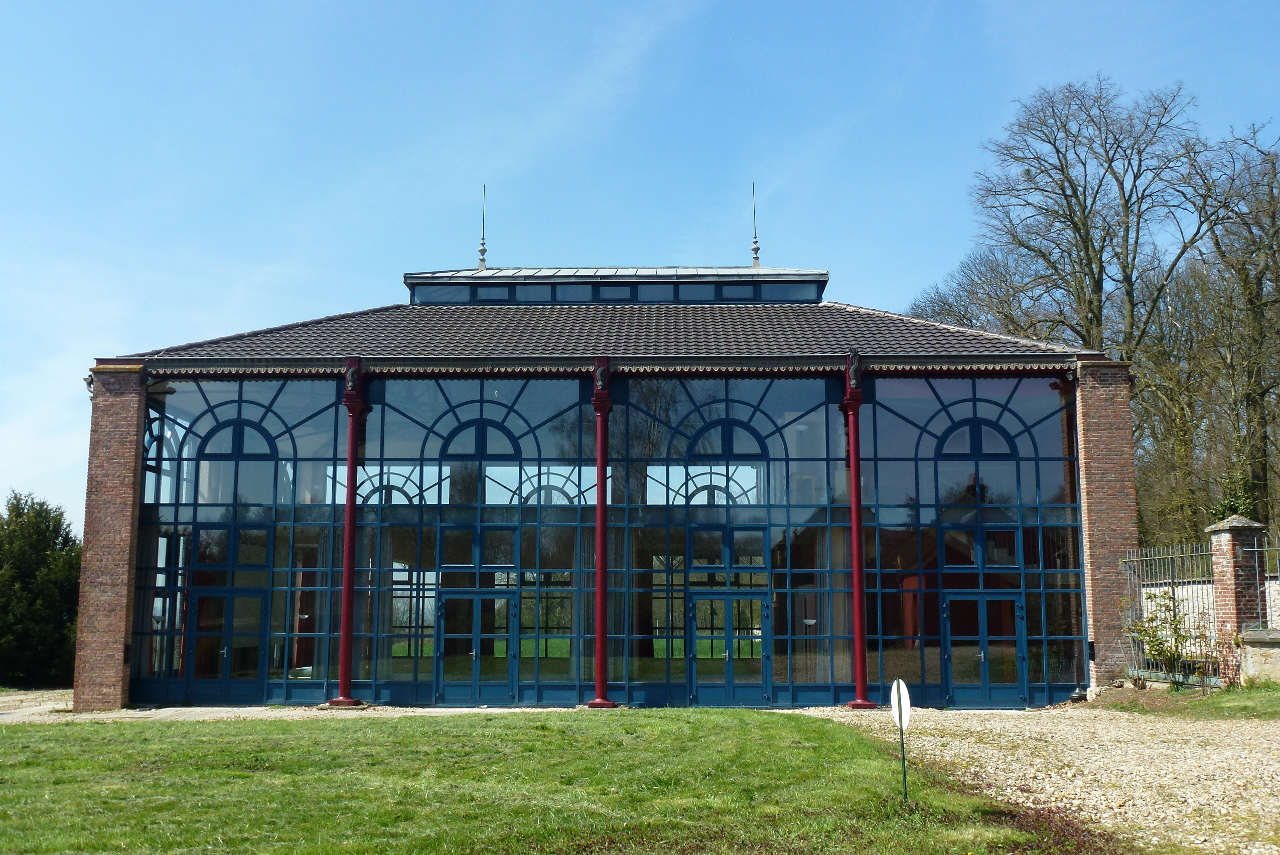
Château de Châtenay, orangerie
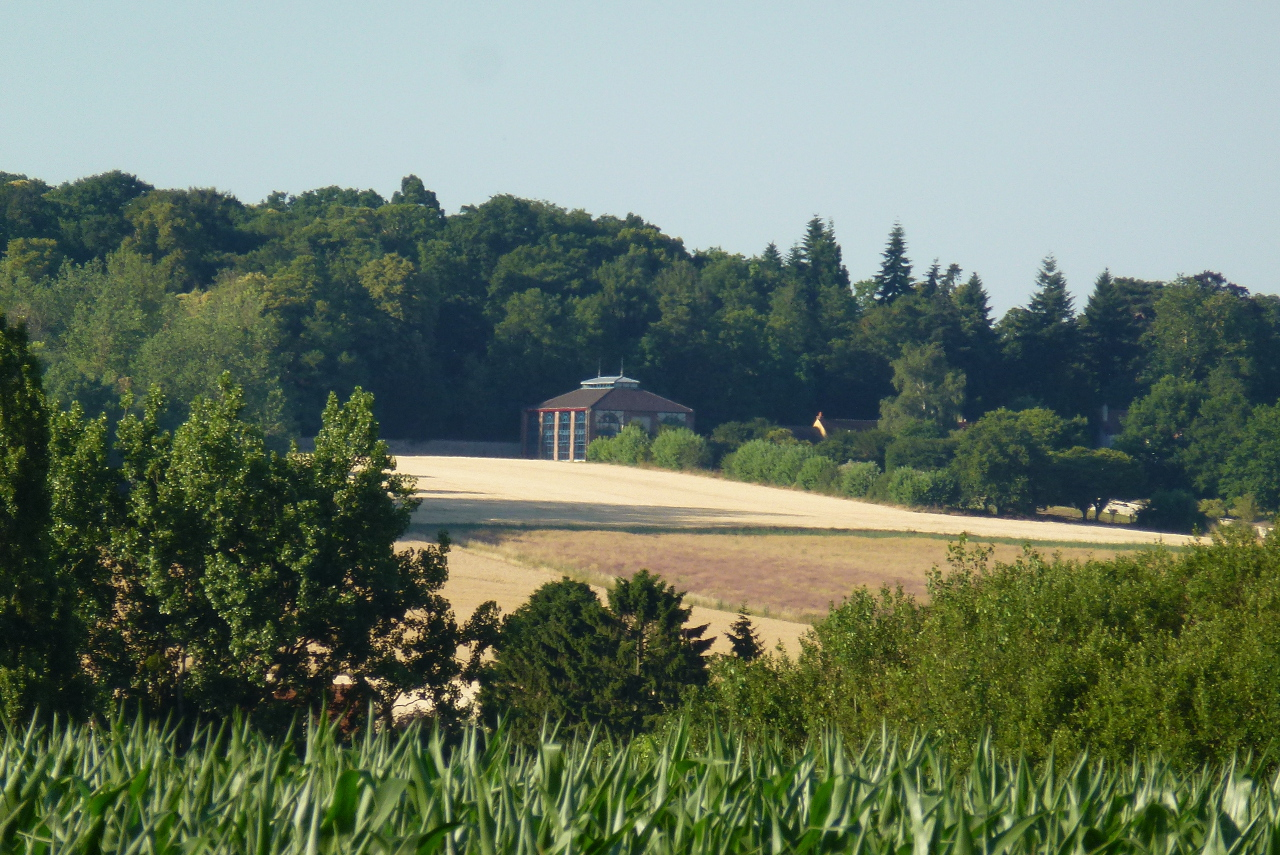
Château de Châtenay, orangerie
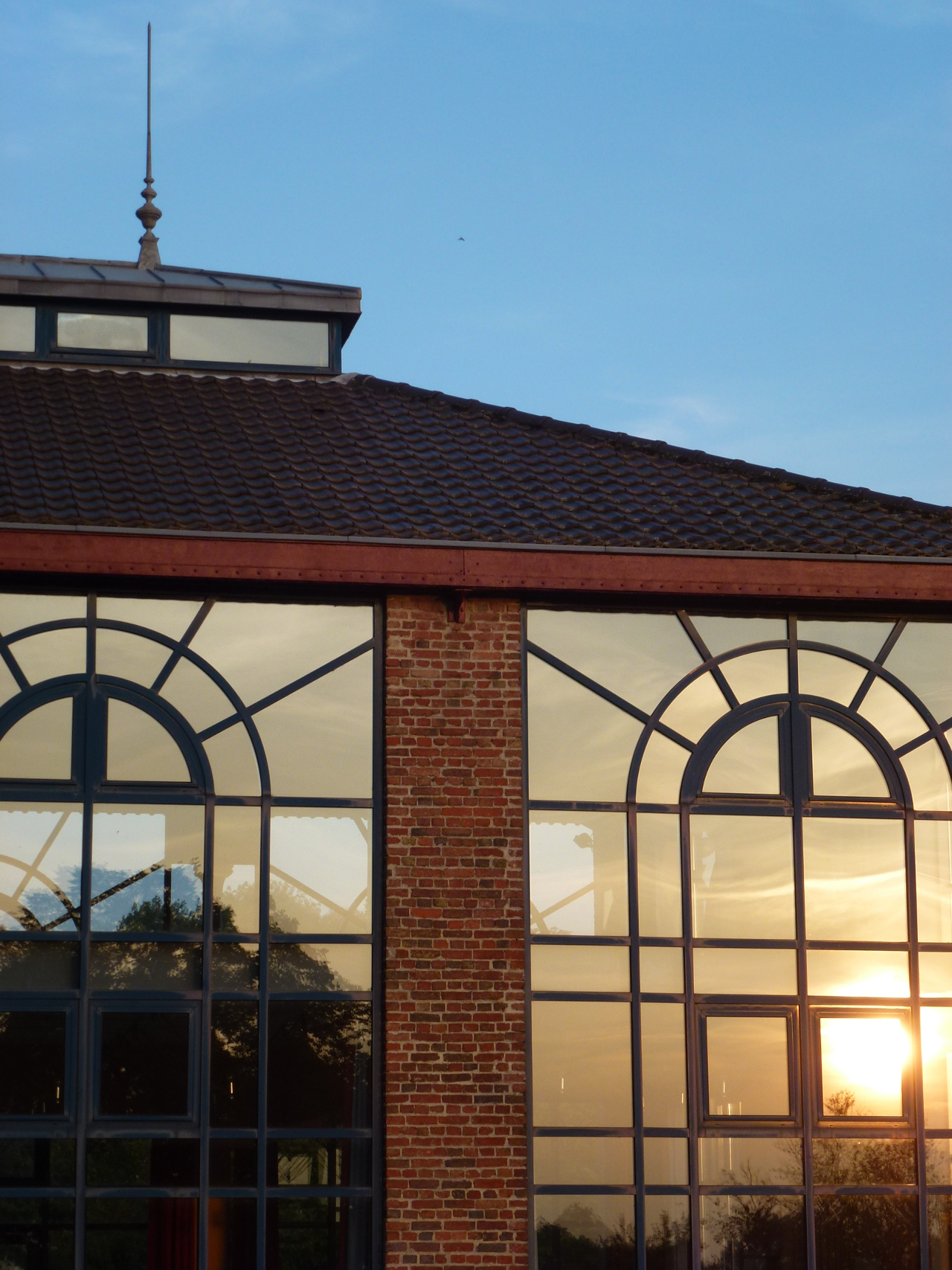
Château de Châtenay, orangerie